# Algebrans fundamentalsats
Algebrans fundamentalsats kan formuleras som
Ett polynom
{\displaystyle P(z)=a_{n}z^{n}+a_{n-1}z^{n-1}+\dotsb +a_{1}z+a_{0}}
av graden {\displaystyle n>0} med komplexa koefficienter {\displaystyle a_{0}\ldots a_{n}} har minst ett komplext nollställe.
Varje algebraisk ekvation med komplexa koefficienter av graden {\displaystyle n}, där {\displaystyle n} är större än 0, har precis {\displaystyle n} komplexa nollställen, räknade med multiplicitet (några nollställen kan vara lika). En formelmässig formulering av detta är
Ett polynom
{\displaystyle P(z)=a_{n}z^{n}+a_{n-1}z^{n-1}+\dotsb +a_{1}z+a_{0}}
av graden {\displaystyle n>0} med komplexa koefficienter {\displaystyle a_{0},\dotsc ,a_{n}} har en faktorisering
{\displaystyle P(z)=a_{n}\prod _{k=1}^{n}(z-\gamma _{k})}
där {\displaystyle \gamma _{1},\dotsc ,\gamma _{n}\in \mathbb {C} } är polynomets nollställen.
Detta kan tyckas vara ett starkare påstående, men det kan lätt visas vara ekvivalent med den första formuleringen genom användning av faktorsatsen.
Att koefficienterna anges vara komplexa tal innefattar fallet att de är reella tal, då de reella talen är isomorfa med de komplexa tal för vilka imaginärdelen är noll. Nollställena kan emellertid vara icke-reella även om alla koefficienter är reella.

## Exempel
En andragradsekvation
{\displaystyle ax^{2}+bx+c=0,a\neq 0}
har alltid två rötter. Dessa är
{\displaystyle x={-b\pm {\sqrt {b^{2}-4ac}} \over 2a}}
Om uttrycket under rottecknet är
- större än noll, är rötterna olika och reella
- mindre än noll, är rötterna olika och icke-reella
- lika med noll, är rötterna lika och reella

## Ett komplexanalytiskt bevis
Absolutbeloppet av ett polynom med komplexa koefficienter kan skrivas som
{\displaystyle |P(z)|=|z|^{n}\left|a_{n}+{\frac {a_{n-1}}{z}}+\ldots +{\frac {a_{o}}{z^{n}}}\right|}
där {\displaystyle a_{n}\,\neq \,0}. 
Det framgår att {\displaystyle |P(z)|\to \infty } då {\displaystyle |z|\to \infty }.
Antag att {\displaystyle P(z)} saknar nollställen. Då är funktionen {\displaystyle {\frac {1}{P(z)}}} en hel analytisk funktion. Eftersom den har gränsvärdet 0 då absolutbeloppet av {\displaystyle z} går mot oändligheten är den begränsad i hela komplexa talplanet. Enligt Liouvilles sats är därför {\displaystyle {\frac {1}{P(z)}}} konstant. Men då är även {\displaystyle P(z)} konstant, vilket är en motsägelse då {\displaystyle n>0}. 
Följaktligen har {\displaystyle P(z)} minst ett komplext nollställe.

## Algebraiska bevis
Satsen kan också visas med mer algebraiska metoder. På grund av den topologiska naturen i konstruktionen av reella, och därmed komplexa, tal kan man emellertid inte helt undvika topologiska metoder. Man kan emellertid visa, med hjälp av bland annat galoisteori att en utvidgning av grad 2 av en reellt sluten kropp är algebraiskt sluten. Därmed följer algebrans fundamentalsats om man kan visa att de reella talen är reellt slutna. Detta svarar mot att uddagradspolynom alltid har lösningar, någon som kan visas med hjälp av satsen om mellanliggande värden